# Промисловий демонтаж
Демонта́ж (рос. демонтаж; англ. dismounting, disassembly; Demontage f, нім. Demontierung f, Abbau m)
Промисловий демонтаж – це часткове або повноцінне знесення будівель і споруд. Потреба в виконанні робіт з демонтажу будівель в викликані багатьма причинами: аварійний стан будівлі; знесення будівлі для створення майданчика під інші проєкти; знесення будинку для побудови більш нового; невідповідність будівлі будівельних та інших норм; частковий знос для проведення реставраційних робіт і інші.
Види промислового демонтажу:
– Демонтаж заводів;
– Демонтаж фабрик;
– Демонтаж цехів;
– Демонтаж залізобетонних конструкцій і бетону;
– Демонтаж шахт і копальнь;
– Демонтаж комбінатів;
– Демонтаж електростанцій;
– Демонтаж водонапірної вежі;
– Демонтаж ангарів і складів;
– Демонтаж елеватора, ферми, корівника;
– Демонтаж господарських будівель;
– Демонтаж будинків;
– Частковий демонтаж споруд зі збереженням важливих елементів.
ВАЖЛИВО: правильне і безпечне виконання промислового демонтажу обумовлено виконанням підготовчих робіт з проектування, розробки та перевірки документації, ступеня зносу будинку і розробці плану виконання робіт.